# Frans voetbalkampioenschap 1964/65
In 1964/65 werd het 27ste professionele voetbalkampioenschap georganiseerd in Frankrijk. De nummers 16 en 17 degradeerden dit seizoen niet omdat de competitie werd uitgebreid naar 20 clubs.

## Eindstand
| Plaats | Club                   | Ptn | Wed | W  | G  | V  | DV | DT | DS  | Opmerking                              |
| ------ | ---------------------- | --- | --- | -- | -- | -- | -- | -- | --- | -------------------------------------- |
| 1      | FC Nantes              | 43  | 34  | 16 | 11 | 7  | 66 | 45 | +21 | Kampioen Europacup I                   |
| 2      | Girondins de Bordeaux  | 41  | 34  | 16 | 9  | 9  | 43 | 32 | +11 | Jaarbeursstedenbeker                   |
| 3      | US Valenciennes-Anzin  | 40  | 34  | 14 | 12 | 8  | 52 | 30 | +22 |                                        |
| 4      | Stade Rennais UC       | 38  | 34  | 15 | 8  | 11 | 67 | 48 | +19 | Europacup II (Winnaar Coupe de France) |
| 5      | RC Strasbourg          | 38  | 34  | 13 | 12 | 9  | 56 | 46 | +10 | Jaarbeursstedenbeker                   |
| 6      | Olympique Lyonnais     | 36  | 34  | 13 | 10 | 11 | 46 | 50 | -4  |                                        |
| 7      | AS Saint-Etienne       | 35  | 34  | 13 | 9  | 12 | 48 | 43 | +5  |                                        |
| 8      | RC Lens                | 35  | 34  | 12 | 11 | 11 | 55 | 61 | -6  |                                        |
| 9      | Lille OSC              | 34  | 34  | 10 | 14 | 10 | 57 | 48 | +9  |                                        |
| 10     | FC Sochaux-Montbéliard | 34  | 34  | 13 | 8  | 13 | 49 | 45 | +4  |                                        |
| 11     | Toulouse FC (1937)     | 33  | 34  | 12 | 9  | 13 | 50 | 52 | -2  |                                        |
| 12     | AS Monaco              | 33  | 34  | 13 | 7  | 14 | 41 | 45 | -4  |                                        |
| 13     | Angers SCO             | 31  | 34  | 12 | 7  | 15 | 44 | 51 | -7  |                                        |
| 14     | UA Sedan-Torcy         | 30  | 34  | 11 | 8  | 15 | 51 | 58 | -7  |                                        |
| 15     | Stade Français FC      | 30  | 34  | 9  | 12 | 13 | 40 | 52 | -12 | Jaarbeursstedenbeker                   |
| 16     | FC Rouen               | 30  | 34  | 12 | 6  | 16 | 31 | 48 | -17 |                                        |
| 17     | Nîmes Olympique        | 29  | 34  | 13 | 3  | 18 | 42 | 58 | -16 |                                        |
| 18     | SC Toulon              | 22  | 34  | 9  | 4  | 21 | 31 | 57 | -26 | Degradatie naar Division 2             |

(Overwinning:2 ptn, gelijk:1 pt, verlies:0 ptn)

## Topschutters
| Plaats | Speler              | Nat.                                     | Club                  | Goals |
| ------ | ------------------- | ---------------------------------------- | --------------------- | ----- |
| 1      | Jacques Simon       | Vlag van Frankrijk                       | FC Nantes             | 24    |
| 2      | Daniel Rodighiéro   | Vlag van Frankrijk                       | Stade Rennais UC      | 20    |
| 3      | André Perrin        | Vlag van Frankrijk                       | UA Sedan-Torcy        | 18    |
| 4      | André Guy           | Vlag van Frankrijk                       | AS Saint-Etienne      | 17    |
| 5      | José Farias         | Vlag van Argentinië                      | RC Strasbourg         | 16    |
| 6      | Serge Masnaghetti   | Vlag van Frankrijk                       | US Valenciennes-Anzin | 16    |
| 7      | Ahmed Oudjani       | Vlag van Algerije                        | RC Lens               | 15    |
| 8      | Jean-Michel Lachot  | Vlag van Frankrijk                       | Lille OSC             | 15    |
| 9      | Pierre Dorsini      | Vlag van Frankrijk                       | Toulouse FC (1937)    | 15    |
| 10     | Paul Sauvage        | Vlag van Frankrijk                       | US Valenciennes-Anzin | 15    |
| 11     | Giovanni Pellegrini | Vlag van Frankrijk                       | Stade Rennais UC      | 14    |
| 12     | Francis Magny       | Vlag van Frankrijk                       | Lille OSC             | 13    |
| 13     | Fleury Di Nallo     | Vlag van Frankrijk                       | Olympique Lyonnais    | 13    |
| 14     | Hector De Bourgoing | Vlag van Frankrijk · Vlag van Argentinië | Girondins de Bordeaux | 12    |
| 15     | Claude Dubaële      | Vlag van Frankrijk                       | Stade Rennais UC      | 12    |

1932/33 · 1933/34 · 1934/35 · 1935/36 · 1936/37 · 1937/38 · 1938/39 · 1939/40 · 1940/41 · 1941/42 · 1942/43 · 1943/44 · 1944/45 · 1945/46 · 1946/47 · 1947/48 · 1948/49 · 1949/50 · 1950/51 · 1951/52 · 1952/53 · 1953/54 · 1954/55 · 1955/56 · 1956/57 · 1957/58 · 1958/59 · 1959/60 · 1960/61 · 1961/62 · 1962/63 · 1963/64 · 1964/65 · 1965/66 · 1966/67 · 1967/68 · 1968/69 · 1969/70 · 1970/71 · 1971/72 · 1972/73 · 1973/74 · 1974/75 · 1975/76 · 1976/77 · 1977/78 · 1978/79 · 1979/80 · 1980/81 · 1981/82 · 1982/83 · 1983/84 · 1984/85 · 1985/86 · 1986/87 · 1987/88 · 1988/89 · 1989/90 · 1990/91 · 1991/92 · 1992/93 · 1993/94 · 1994/95 · 1995/96 · 1996/97 · 1997/98 · 1998/99 · 1999/00 · 2000/01 · 2001/02 · 2002/03 · 2003/04 · 2004/05 · 2005/06 · 2006/07 · 2007/08 · 2008/09 · 2009/10 · 2010/11 · 2011/12 · 2012/13 · 2013/14 · 2014/15 · 2015/16 · 2016/17 · 2017/18 · 2018/19 · 2019/20 · 2020/21 · 2021/22 · 2022/23 · 2023/24 · 2024/25